# Sophronica mauretanica
Sophronica mauretanica är en skalbaggsart som beskrevs av Stefan von Breuning 1942. Sophronica mauretanica ingår i släktet Sophronica och familjen långhorningar.
Artens utbredningsområde är:
- Botswana.
- Senegal.
- Zimbabwe.

Inga underarter finns listade i Catalogue of Life.